# Tramwaje w Eskişehirze
Tramwaje w Eskişehirze − system komunikacji tramwajowej działający w tureckim mieście Eskişehir. 

## Historia
Budowę pierwszej linii tramwajowej w Eskişehirze rozpoczęto w marcu 2002. Tramwaje otwarto 24 grudnia 2004. Tramwaje kursują na dwóch trasach o łącznej długości 14,5 km:
- 1: Otogar - SSK, długość 9,8 km
- 2: OGÜ - Opera, długość 4,7 km

## Tabor
Do obsługi dwóch linii zamówiono 18 wieloczłonowych tramwajów produkcji Bombardier Transportation typu Flexity Outlook. Każdy tramwaj jest w 100% niskopodłogowy o długości 29,5 m ze 101 miejscami dla pasażerów, maksymalna prędkość to 70 km/h.